# Qishuyan

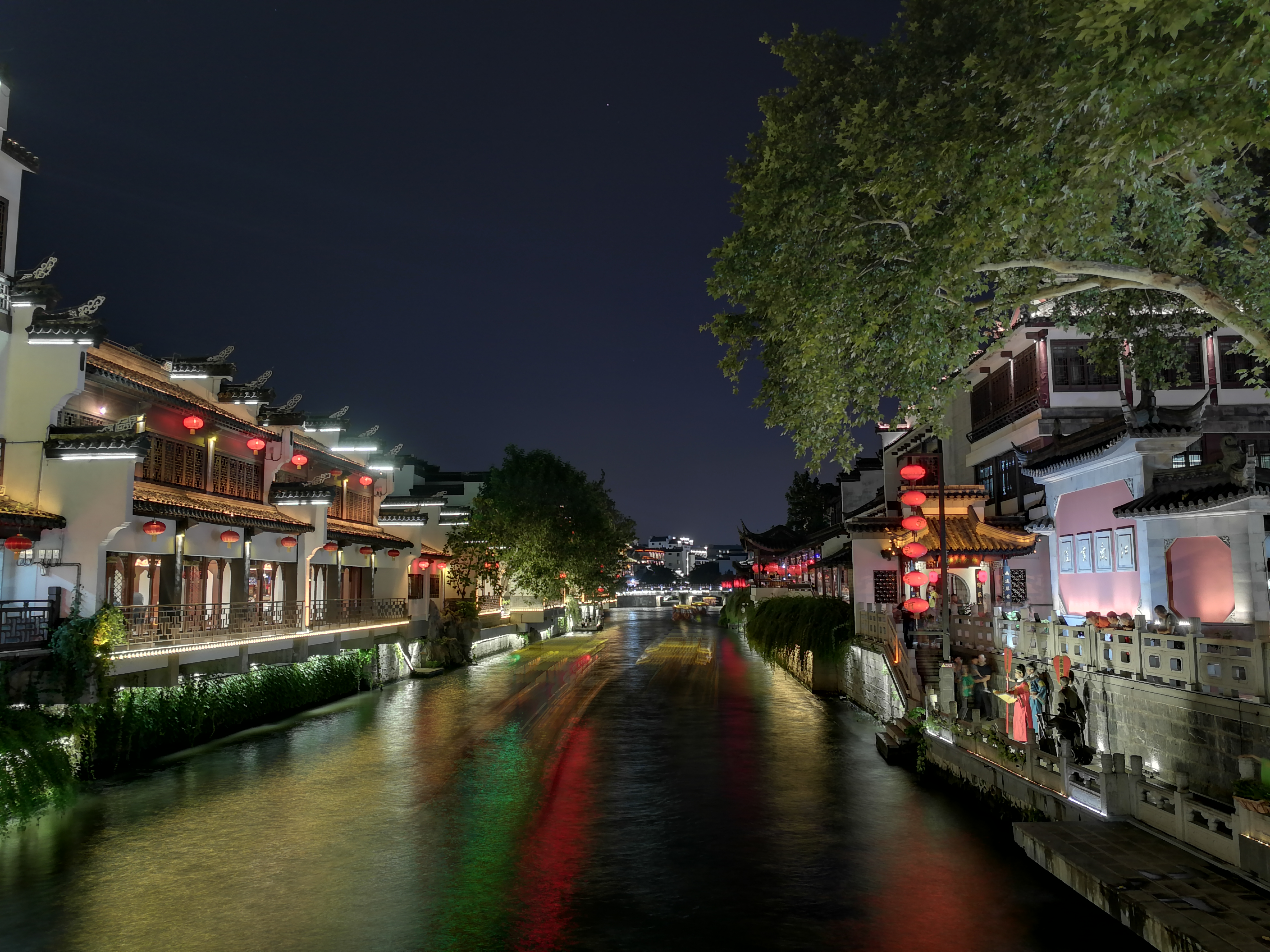
Qishuyan (2018)

Qishuyan (戚墅堰区; Pinyin: Qīshùyàn Qū) war ein Stadtbezirk in der chinesischen Provinz Jiangsu. Er gehörte zum Verwaltungsgebiet der bezirksfreien Stadt Changzhou im Süden der Provinz. Er hatte eine Fläche von 31,58 Quadratkilometern und zählte ca. 80.200 Einwohner (2005). 2015 wurde das Gebiet Qishuyans dem Stadtbezirk Wujin angegliedert.

## Administrative Gliederung
Auf Gemeindeebene setzte sich der Stadtbezirk zuletzt aus drei Straßenvierteln zusammen. 